# 해석
해석(解釋)은 일반적으로 여러 가지 현상이나 혹은 그 언어에 의한 표현이 지니는 의미를 명확히 함을 말한다.
현상 가운데에서도 문화현상에 관하여 일정한 입장에서 일관된 방법으로 하는 것을 말할 경우가 많다.
특히 딜타이는 인간의 문화와 역사의 표현은 개인의 체험적 표현이며, 각 개인의 체험에는 공통된 것이 있기 때문에 이러한 표현을 객관적으로 이해하는(해석하노모현는) 것은 가능하다고 하여, 그 방법(해석학)을 확립하려고 했다.

## 번역의 문제

### 서양철학과 해석 및 번역의 문제
서구에서 시작된 대부분의 학문에 대해서는 서양 학자들의 논의의 맥락으로부터 독립해서 한국어로 논의를 전개해야 하고, 논의되는 그 학문에서의 문제나 해석 관점의 시발점 자체가 완전히 다른 문화 안에서 생성된 것이기 때문에 해석의 문제에 더해 번역의 문제가 생겨난다. 예를 들어, 칸트 같은 철학자를 다룰 때, 칸트에 관한 글과 칸트의 글 중 어느 것을 읽는 것이 더 칸트에 대해 정확하게 알 수 있는가? 칸트에 관한 글은 칸트의 생각을 가장 정확하게 드러내는 것을 목적으로 하는가, 아니면 글을 쓴 사람의 문제의식을 부각하는 것을 목적으로 하는가? 칸트를 가장 정확하게 드러내는 방법은 무엇인가? 그가 살았던 시대, 그 공간 안에서, 특정 언어로 이루어졌던 철학 논의들의 맥락 안에서 칸트를 보는 것인가? 이 경우 어떻게 시간의 간격과 공간의 거리와 언어의 차이를 넘어설 수 있을까? 또는 오늘날의 철학적 쟁점의 관점에서 칸트 철학을 해석하고 우리의 언어와 사유로 번역하여 읽는 것이 목적이라고 한다면, 굳이 오래되고 멀리 떨어진 다른 문화권의 칸트를 읽어야 하는 이유가 있는가? 이러한 텍스트의 불안정성은 올바른 해석 기준을 마련하는 일을 어렵게 하는 동시에 여러 창조적 해석의 가능성을 열어놓는 기능을 하여 철학적으로 흥미롭기도 하다.
마이클 인우드(Michael Inwood, 1944~)는 옥스퍼드 철학 시리지의 일환으로 헤겔철학에 관한 해석논집을 편집하면서 서문에서 헤겔 같은 과거의 철학자를 다룰 때 갖추어야 하는 조건으로 첫째, 이해 가능한 것이어야 하고, 둘째, 재미있어야 하고, 셋쩨 정확해야 한다고 말했다. 그에 따르면 시간적 공간적으로 멀리 떨어져 있는 철학자를 이해할 수 있도록 하기 위해서는 우선 그 철학자가 쓴 글을 좀더 많이 제공하고 그 글을 좀더 넓은 맥락 안에서 제시해야 한다. 그 다음은 그를 전시대와 동시대 철학자들과의 연관 안에 놓음으로써 우리의 눈을 통해서뿐만 아니라 그의 눈을 통해서 문제를 봄으로써 그를 이해할 수 있게 만든다. 또한 시공적으로 먼 철학자에 대한 해석은 현재 철학적 담론 안에서 사용할 수 있는 말로 표현해야 한다. 결국 현재 한국 학자의 해석을 읽게 되는 독자는 한국어를 사용하면서 그와 같은 시대를 살아가는 사람들이다. 이들의 공감을 얻지 못한다면 해석 작업은 무의미하게 될 것이다. 현재의 철학적 문제의식과 담론 안에 들어옴으로써 비로서 과거의 사유는 이해 가능한 것이 되는데 현재의 철학적 문제의식 자체가 역사적으로 형성되는 것이라는 점에서 보면 과거와 현재의 사유방식 사이에는 일종의 변증법적인 관계 혹은 상호적 영향 아래 있는 대화의 관계가 형성되어 있다고 볼 수 있다. 해석의 정확성을 판별하는 일은 더욱 어렵다. 인우드는 이와 관련한 해석자의 역할로서 텍스트 표면에서 멀리 숨겨져 있는 문제와 개념들, 해석해내려는 철학자가 대응하고 있는 문제와 개념들을 끌어내는 일을 말한다. 그런데 사실상 이 문제와 개념들은 우리가 그 철학자 안에서 찾기 전에 우리 스스로 생각할 수 있는 것이라야 한다는 점에서 해석은 평가를 이미 내포하고 있다고 말한다. 해석은 그 철학자를 위한 것이라기보다 해석을 수행하는 우리를 위한 것이다. 인우드는 낯선 문화의 시를 번역하는 일이 시를 창작하는 것만큼 의미를 가질 수 있는 것은 번역이 번역자의 언어와 담론을 풍부하고 윤택하게 해주기 때문이라고 말했다.

### 일본 근대의 시작과 번역주의

#### 이질성의 자각과 비교 방법론
일찍이 일본에서도 에도 시대 때 번역론이 나온 바 있고, 활발한 번역 활동과 함께 일본의 근대가 시작되었다고 할 수 있다. 그 중 오규 소라이는 기존의 주자학을 "억측에 근거한 허망한 설일 뿐이다!"라고 강하게 비판하면서, 주자학에 입각한 고전 해석을 거부하고 고대 중국의 고전을 독해하는 새로운 방법론으로서의 고문사학(古文辭學)을 확립했다. 소라이는 "우리가 읽고 있는 《논어》 《맹자》라는 것은 외국어로 쓰여 있다. 우리는 옛날부터 번역해서 읽고 있을 뿐이다."라고 말했다. "유붕(有朋)이 자원방래(自遠方來)하니 불역낙호(不亦樂乎)아"라고 읽고서는 《논어》를 읽었다고들 말하지만, 과연 그걸로 《논어》를 충실히 이해하고 있는지 어떤지는 의문이라며 소라이는 일본어와 중국어는 기본적으로 문법구조가 다른데 그것을 한문식으로 뒤집어 읽는 것으로는 부족하다고 지적했다. 소라이의 《역문전제(譯文筌蹄)》를 보면 그 초편(初編)의 머리글에 이렇게 써 있다.

"이쪽 학자들은 방언(곧 일본어-옮긴이)을 가지고 쓰고 읽으면서 이를 가리켜 화훈(和訓)이라고 한다. 이것을 훈고(訓詁)라고 이해하지만 실은 번역이다. 그런데도 사람들은 그것이 번역임을 모른다."

"저쪽에는 당연히 저쪽의 언어가 있다. 중화(中華)에는 당연히 중화의 언어가 있다. 언어의 체질이 본디 달라서 어느 것에 의거한들 딱 들어맞질 않는다. 이런데도 화훈으로 에둘러 읽고서 통할 것 같다고 한다. 그러나 사실은 견강부회일 뿐이다. 그래서 세상 사람들은 반성하지 않고 책을 읽고 글을 쓸 때 그저 화훈에만 따른다." 

예를 들면, 한자로 정(靜)과 한(閑)의 일본어 훈은 모두 '시즈카(しずか)'이다. 중국어로는 각각이 다른 한자로 표기되어 있지만 일본어로는 훈이 같아서 화훈으로 훈독할 경우에 일본인은 중국의 시나 문장의 진정한 의미를 잃어버리게 된다. 소라이의 《역문전제》는 '시즈카'로 발음되는 한어를 전부 늘어놓고, 이것은 중국에서 이러저러한 의미라고 밝힌 일종의 자전(字典)이라고 할 수 있다. 소라이는 문법도 다르고 질적으로도 다른 중국어를 일본어로 바꿔 읽고 있는 것이 번역임을 의식하지 못하는 일본인들을 지적하면서도, 일단 그들이 자신들이 번역을 하고 있다는 것을 알기만 한다면, 중국어의 구조를 중국인 이상으로 더 잘 이해할 수 있다면서 긍정적인 면도 강조했다. 중국인은 별 생각 없이 자기 언어를 사용하니까 자기 언어와 사상의 참모습을 모를 수도 있다는 말이다. 
이는 후쿠자와 유키치가 자신의 저작 《문명론의 개략》(1875)에서 말한 '일신이생(一身二生)' 혹은 '일인양신(一人兩身)'과 비슷하다. 이 말은 상이한 역사적 발전단계가 공간적으로 동시 병존하는 상태를 가리킨다. 서양인이 서양문명 속에서 문명을 논하는 데 비해서 일본인이 문명론을 작성하는 것은 '시조(始造)'라고 해도 좋을 만큼 몹시 어려운 일이다. 하지만 서양인은 몇백년 전의 봉건제에 대해 열심히 문헌을 뒤져가며 조사해야 하지만 일본인은 여전히 그 상태에서 멀지 않아서 자신의 경우를 두고 비교하면 문명의 성질을 아주 잘 알 수 있다는 말이다. 서양어가 아닌 가장 가까운 중국어에 대해서조차 소라이는 외국어와 외국 문화라고 인식한 것인데, 일본인이 전통적 한문 독법으로 중국 고전을 숙지하고, 거기다 자신과는 이질적인 것을 번역문으로 읽고 있는 거라고 자각하기만 한다면, 비교라는 방법과 의식에 의해 본가(本家)이자 원조인 중국인보다도 중국 고전을 더 깊이 알 수 있다고 하는 흥미로운 주장을 편 셈이다. 다른 문화의 이질성을 자각하고 그것을 완벽하게 인식하려는 욕구가 강해질 때에 비교적 독창적인 사상이 나오는 법이다.

#### 언어간 한계와 번역의 위험
소라이를 이어 국학과 고학(古學)을 연구한 모토오리 노리나가는 소라이와 마찬가지로 지금 쓰는 말의 이미지로 고전을 해석해서는 안 된다고 주장했다. 옛 시대를 이해하는 데는 그 시대의 언어체계 즉 담론을 알고 있어야 하며, 현재의 담론을 그 시대에 투영해버리면 고전은 알 수 없게 되어버린다고 했다. 그는 정말로 시가(詩歌)를 지어보지 않으면 옛 사람들의 기분을 알 수 없다고까지 주장했다.
한편 모리 아리노리는 일본말에는 추상어가 없기 때문에 일본 말을 가지고는 서양 문명을 일본 것으로 만들 수 없으니 차라리 영어를 국어로 채용하자는 주장까지 했다. 그에 대해 바바 다쓰이(馬場辰猪, 1850~1888)는 인도를 예로 들면서 그렇게 되면 계급간의 골을 만들며, 언어가 달라져 버리면 하나의 나라를 이룰 수 없을 뿐더러, 하층계급의 대다수가 국사(國事)라는 중대문제로부터 배제당하고 말 것이라고 반박했다.
영국 유학생이었던 바바는 일본 말에 비해 영어 쪽이 사물을 논리적으로 말할 수 있어 유리한 점이 많지만, 일본말에도 간단히 숙어로 표현할 수 있는 상황과 정서가 있어 그런 것은 자국어의 장점이기도 하다고 말했다.
메이지 시대 이전에는 일본 서적에 '무엇 때문에' '왜냐하면' 같은 식의 말이 자주 나오지 않았는데, 번역 문화가 확장되자 서구의 논리 용어와 어법을 번역하기 위해 원인론적인 관계에 관해 생각하지 않을 수 없었다. 영어는 관사로 간단히 일반화나 수(數)를 표현할 수 있지만 일본말에는 그런 말이 없어서 실수를 하거나 간혹 의식적으로 일본어의 맹점을 활용하여 속임수를 쓰는 경우도 있었다. 나카무라 마사나오가 번역한 『자유지리』를 존 스튜어트 밀의 『자유론』 원문과 비교한 이시다 다케시(石田雄, 1923~)의 논문을 보면, '인민의 총체(總體)'라고 되어 있는 부분은 본래 '총체'라는 말이 없었는데 번역할 때 붙인 것이고, 그것을 다시 '인민'이라 번역하고 '인민'은 곧 '정부'를 말한다고 하는 식으로 번역한 사례가 있다. 나카무라의 『자유지리』에는 영어의 단수와 복수를 구별하는 사례가 있고, '모든 인민'이 되면 '정부'와 같은 의미가 된다. 통치체로서의 국가와 구별되는 의미로 정부를 쓴다는 점에서 의미심장한 번역 사례이다. 이는 '사회'라는 말이 나오게 된 유래와도 관계가 있다.
일본어에 복수와 단수의 구별이 없다는 점과 관련해서 또 다른 의미심장한 번역 사례는 '민권'이다. 일본에서는 '자유민권운동'이 보통 쓰이는 말이지만 서양에서는 이 말을 번역하는 데 애를 먹는다. 집합개념으로서의 인민의 권리(people's right)라는 것이 무엇인지 이해하지 못한다. 후쿠자와 유키치는 민권이라고들 하는 것은 인권과 참정권을 혼동한 것이라고 지적했다. 인권은 개인의 권리이지 인민의 권리는 아니며, 인민이 참정권을 가져야 한다는 것을 민권이라고 할 때 거기에는 개인과 일반시민의 구별이 없다는 것이다. 메이지 시대에 번역된 프랑스 민법을 보면 프랑스에서 재산권 등 민법상의 사권을 말하는 'droit civil'을 일반적으로 통용된다는 이유로 민권이라고 번역해버렸다. 유럽 정치 사상에서는 개인의 인권이 있기 때문에 누구나 자유롭고 평등하다고 두 가지를 연결시켰지만, 일본에서는 인권 쪽을 자유와 연결시키고, 민권 쪽을 평등과 연결시켰다. 즉, 자유로부터 분리된 평등과 인권으로부터 분리된 민권이 생겨난 셈이다. 이런 것은 번역에서 발생하는 신조어애 해당한다. 흔히 신조어는 원어의 소리를 빌려 음차(音借)로 만들거나 뜻을 해석해 번역어로 새로 만든다. '민권'은 후자에 속한다.

#### 분류의 문제
야노 류케이는 그의 《역서독법》(譯書讀法)에서 동양의 분류는 조잡해서 서양의 도서관 분류처럼 좀더 치밀해져야 한다고 말하면서 사단(철학)의 '인의예지신'을 조잡함의 예로 들어 설명했다. 즉, '인의예신'은 인간교제의 관계이자 규칙인 반면, '지'는 사안을 처리하기 위해 필요한 것이라서 성질이 다른데 그것을 하나로 묶어 분류를 조잡하게 만들었다는 것이다. 번역물이 대거 등장하기 전 일본의 '분류'는 상호배타적이지 않고 많은 부분이 겹쳐 있었는데 서양의 도서를 번역하면서 분류에 있어서도 고민이 시작되었을 것이다.

#### 번역 문화의 파생 효과
일본에서 번역문화의 도래는 상상 이상으로 빨라서 그 영향도 컸다. 어떤 학자는 인텔리의 급진주의는 그들이 자유민권이나 사회주의 관련 책자를 번역본으로 읽었던 것과 관계가 있는지도 모른다고 생각한다. 예를 들어, 허버트 스펜서의 『Social Statics』를 마쓰시마 쓰요시(松島剛, 1854~1940)가 『사회평권론』이라 번역했는데, Statistics를 '평권론'(平權論)이라고 번역해서 마치 '평등주의'인 양 받아들이게 했고, 그 덕분에 당시 자유민원운동가의 성전이 되어버렸다는 것이다. 스펜서는 나중에는 더 보수적이 되지만 그 당시에도 결코 급진적이지 않았다. 번역이라는 데는 생각지도 못한 효과가 있는 셈이다.
이미 메이지 16년인 1883년에는 일본에 번역물이 홍수처럼 쏟아져 번역문화의 시대가 펼쳐졌다. 메이지 초기의 저널리스트인 야노 류케이(1850~1931)가 1883년에 낸 『역서독법』(譯書讀法) 서문에는 "이즈음 역서 출판이 성황을 이루어 그 권수가 몇만에 이르니 한우충동(汗牛充棟)이 무색할 지경이다"라는 말이 쓰여 있다. 『역서독법』에서 열거하고 있는 책들은 모두 수준 높은 책들인데, 그 당시에 이미 그런 책이 자연과학에서부터 지리 등에 이르기까지 몇천 권씩 번역되어 있었던 것이다. 다이쇼 시대가 되면 1권에 1엔 하는 염가도서인 '이치엔본(一円本)'이 쏟아져 나와서 번역서가 더욱 넘쳐나게 된다. 번역된 책을 손쉽게 구할 수 있게 되자 지식은 넓어졌지만 한편으로는 원문으로부터 멀어져서 깊이는 도리어 얕아져버렸을 수도 있다.

## 같이 보기
- 통역